# 丹尼尔·詹森
丹尼尔·欧文·“丹”·詹森（英語：Daniel Erwin "Dan" Jansen，1965年6月17日—），美国男子速度滑冰运动员。他曾代表美国获得1994年冬季奥运会速度滑冰比赛男子1000米金牌。他也参加了1984年、1988年和1992年冬季奥运会。